# Карло Сарачені
Карло Сарачені (італ. Carlo Saraceni 1579, Венеція — 1620, Венеція) — італійський художник доби раннього бароко.

## Біографія
Він був сином купецької родини, що торгувала шовком. 1598 року він подався у папський Рим, де працював більшу частину власного життя. Не збережено точних відомостей про його навчання. За припущеннями, він працював помічником у майстерні Адама Ельсгаймера, німця за походженням. Низка творів раннього періоду творчості Сарачені свідчить або про вплив Адама Ельсгаймера, або про старанне вивчення його картин.

### Впливи Караваджо
Римські художники початку XVII ст. були у захваті від художніх знахідок  Мікеланджело да Караваджо, позаяк сильне бічне освітлення і яскраві фарби давали помітний декоративний ефект. Більшість так і не піднялась далі декоративних ефектів художньої манери Караваджо, так і не засвоївши ні його емоційного настрою у картинах, ні глибин його трагічного світосприйняття.

### Змагання з Караваджо мимоволі
В творчому житті Карло Сарачені, однак, був епізод змагання із Караваджо мимоволі. Караваджо тримав замову на вівтар для римської церкви кармелітів Санта Марія делла Скала у районі Трастевере. Замовником був папський адвокат Лаерцо Керубіні. Караваджо, що мало рахувався із настановами римського академізму початку 17 ст., створив велику вівтарну картину, орієнтуючись на почуття простих вірян і в стилістиці творів північноіталійських майстрів. Простонародні типи апостолів і оточення бідної хижки, де на думку художника і померла Богородиця, ніяк не збігалося з вимогами багатіїв, котрі волали піднесеного образу св. Марії як цариці небесної. В картині Караваджо не було ні артибутів цариці небесної, ні умовно історичного одягу, ні колористичних скарбів. Суворий лад вівтарного образу прикрашали хіба що щирі почуття простонародних апостолів та велика червона завіса, що домінувала у драматичній сцені оплакування померлої.
Невдоволені замовники відхилили вівтарний образ роботи Караваджо, котрий розцінили як невідповідний і майже скандальний. Замову на новий образ для вівтаря отримав Карло Сарачені, що створив щось схоже на те, що від нього очікували, добропорядне і помірно драматичне.
Відкинутий варіант роботи Караваджо оцінили римські художники. Навіть деталі картини «Смерть Марії» були розтягнуті на художні цитати (особливо червона завіса, що додавала трагізму  в і без того у драматичну сцену оплакування). Вівтар придбав для вельможного покупця (герцог Гонзага) фламандський художник Пітер Пауль Рубенс. Перед вивезенням картини з Рима посол герцога Джованні Маньї влаштував виставку одної картини у власному помешканні. Але аби не провокувати агресії і скандалу, на дні виставки діяла сувора заборона на копіювання вівтарого образу. Дотично відблиск скандальної історії із заміною вівтаря отримав і варіант картини Карло Сарачені, що донині зберігається на первісному місці у римській церкві.

### Останні роки

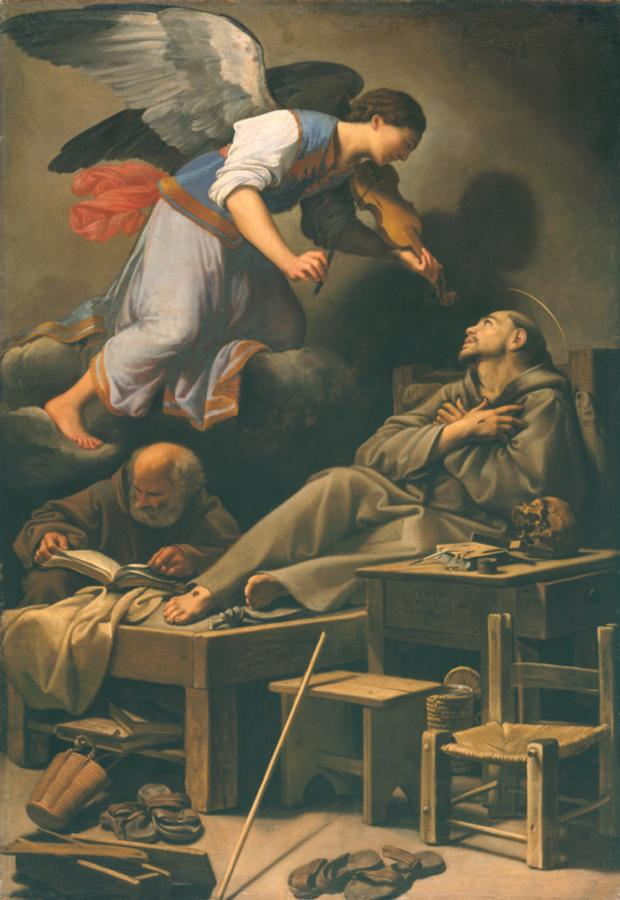
Карло Сарачені. «Видіння св. Франциска Ассізького», Стара пінакотека, Мюнхен.

1607 року Карло Сарачені сплатив мито і став членом римської академії св. Луки. Він продовжував працювати в стилістиці художніх знахідок Караваджо.
Сарачені продовжив працю у нестабільній атмосфері папської столиці і лише іноді навколишні драми римського життя переходили у його твори. Тоді і виникали сцени не ідилічних пейзажів з міфологічними персонажами для декору палацових зал, а покинуті помешкання, безжально перетворені на тимчасові караульні, арсенали чи борделі, де розгублені вояки, криміналітет  і авантюристи марнували чуже і власне життя.  Карло Сарачені раз у раз повертався до ідилічних пейзажів або необтяжливих зображень католицьких святих, трактуючи їх як побутові сцени.

### Декоративні фрески
Художник працював не тільки по замовам релігійних громад, а і для багатіїв. Як більшість італійських художників, він знався на техніці створення фресок. Ним були створені фрески Королівської зали у Квіринальському палаці.

### Смерть
1620 року він повернувся у Венецію, де і помер. Його творчість, що була цілком у межах римської художньої школи, не мала суттєвого впливу на художню практику у Венеції, де склалась власна і потужна художня система.

## Обрані твори (перелік)
- «Смерть Марії», Рим
- «Св. Цецилія і янгол»
- «Мученицька смерть св. Цецилії»

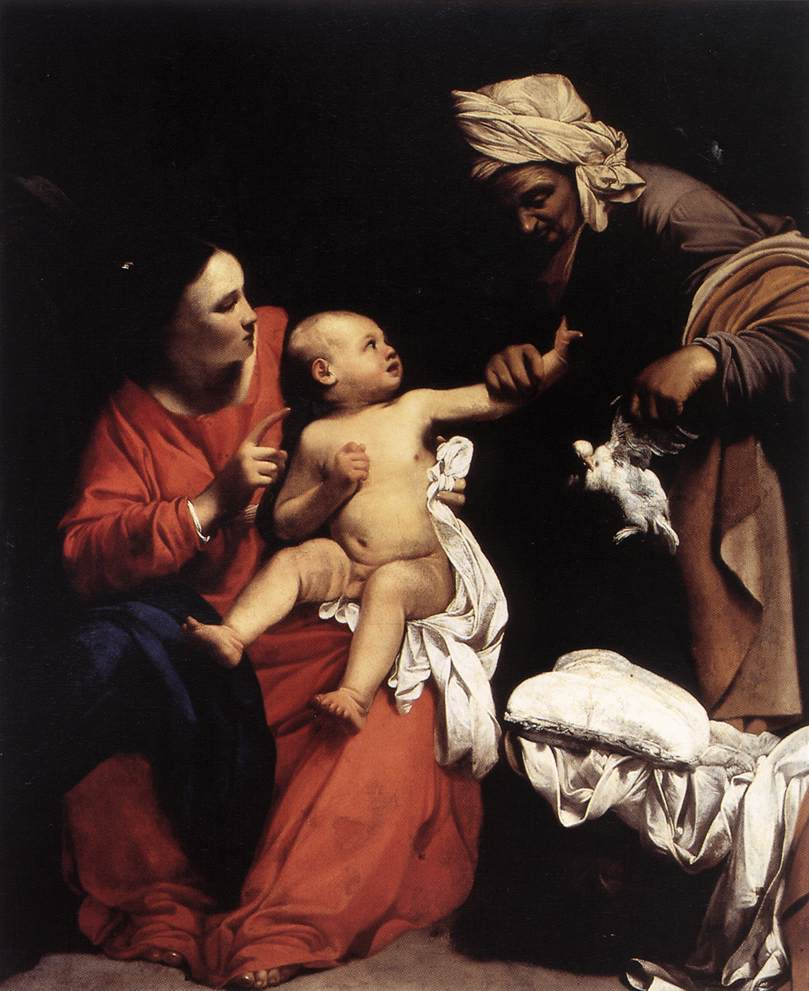
Карло Сарачені. «Мадонна з немовлям і св. Анною», Національна галерея старовинного мистецтва (Рим).

- «Мадонна з немовлям, св. Анною та янголом»
- «Видіння Св. франциска Ассізького»
- «Андромеда, прикута до скелі»
- «Св. Себастьян»
- «Юдиф з відрубаною головою Олоферна»
- «Відпочинок Св. Родини на шляху до Єгипту»
- «Народження Богородиці», Лувр, Париж
- «Поклоніння немовляті Христу»
- «Венера і Марс», Музей Тиссена-Борнеміси, Мадрид
- «Зречення апостола Петра»
- «Мадонна з немовлям і св. Анною», Національна галерея старовинного мистецтва (Рим)
- «Смерть Ікара»
- «Пейзаж з покинутою Аріадною»

## Обрані твори (галерея)

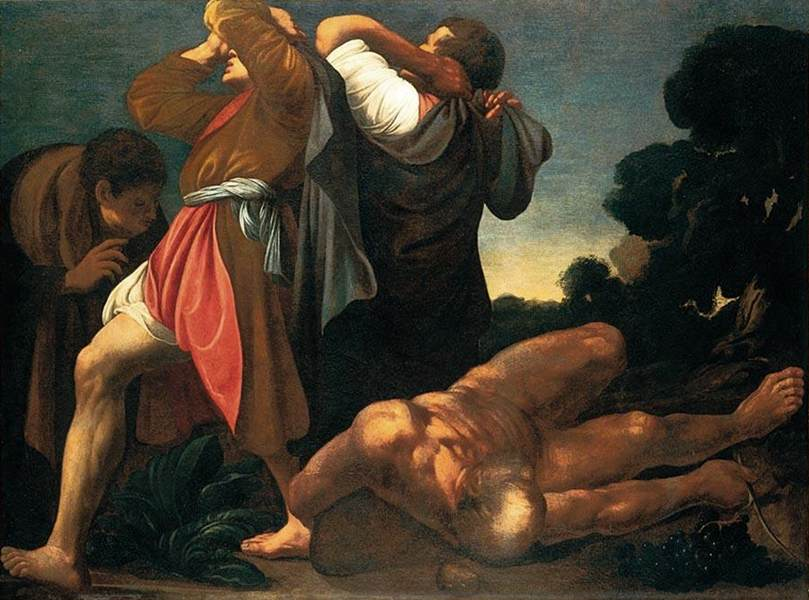
Карло Сарачені. «Сини соромляться пьяного Ноя, але не син Хам», приватна збірка

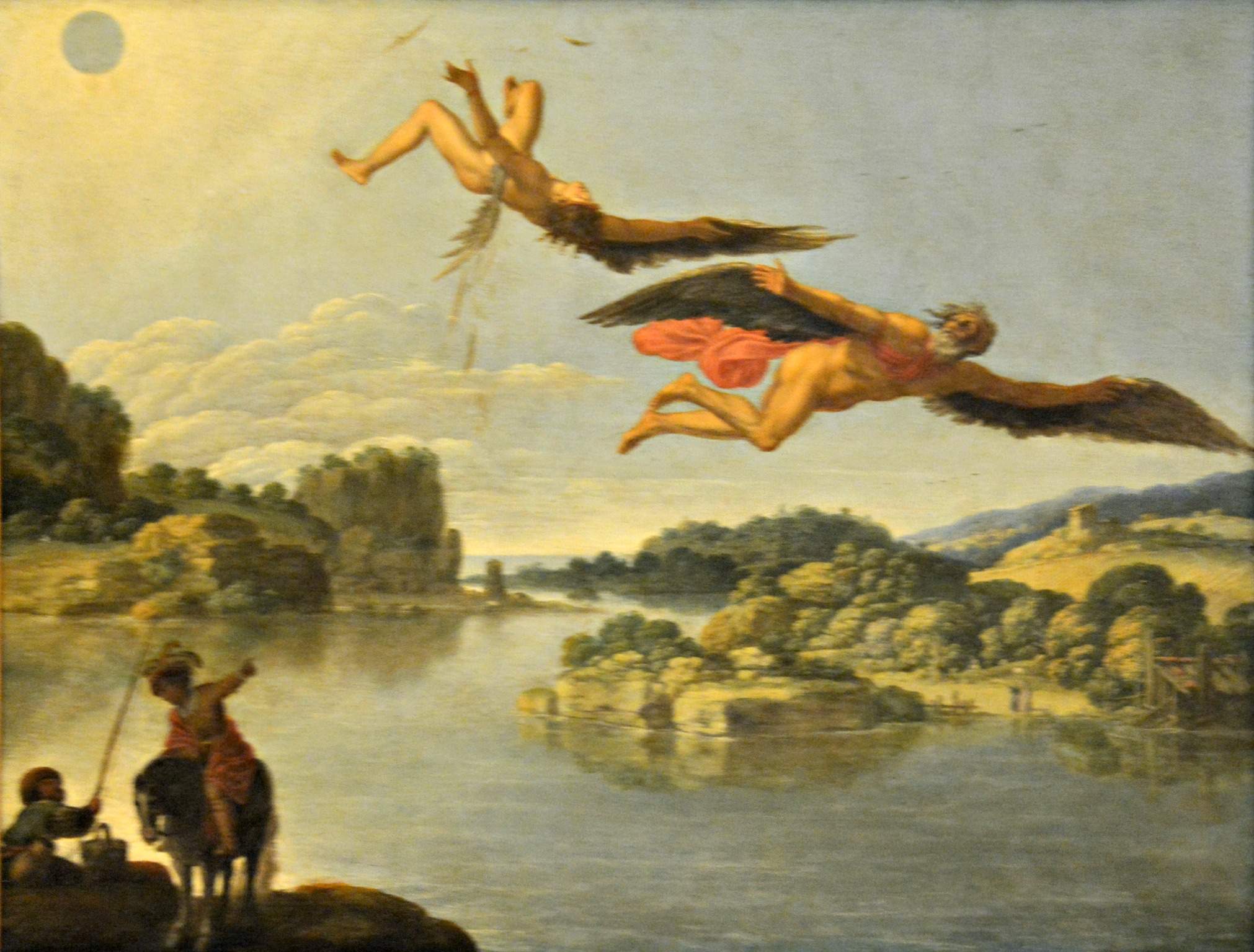
Карло Сарачені. «Смерть Ікара»
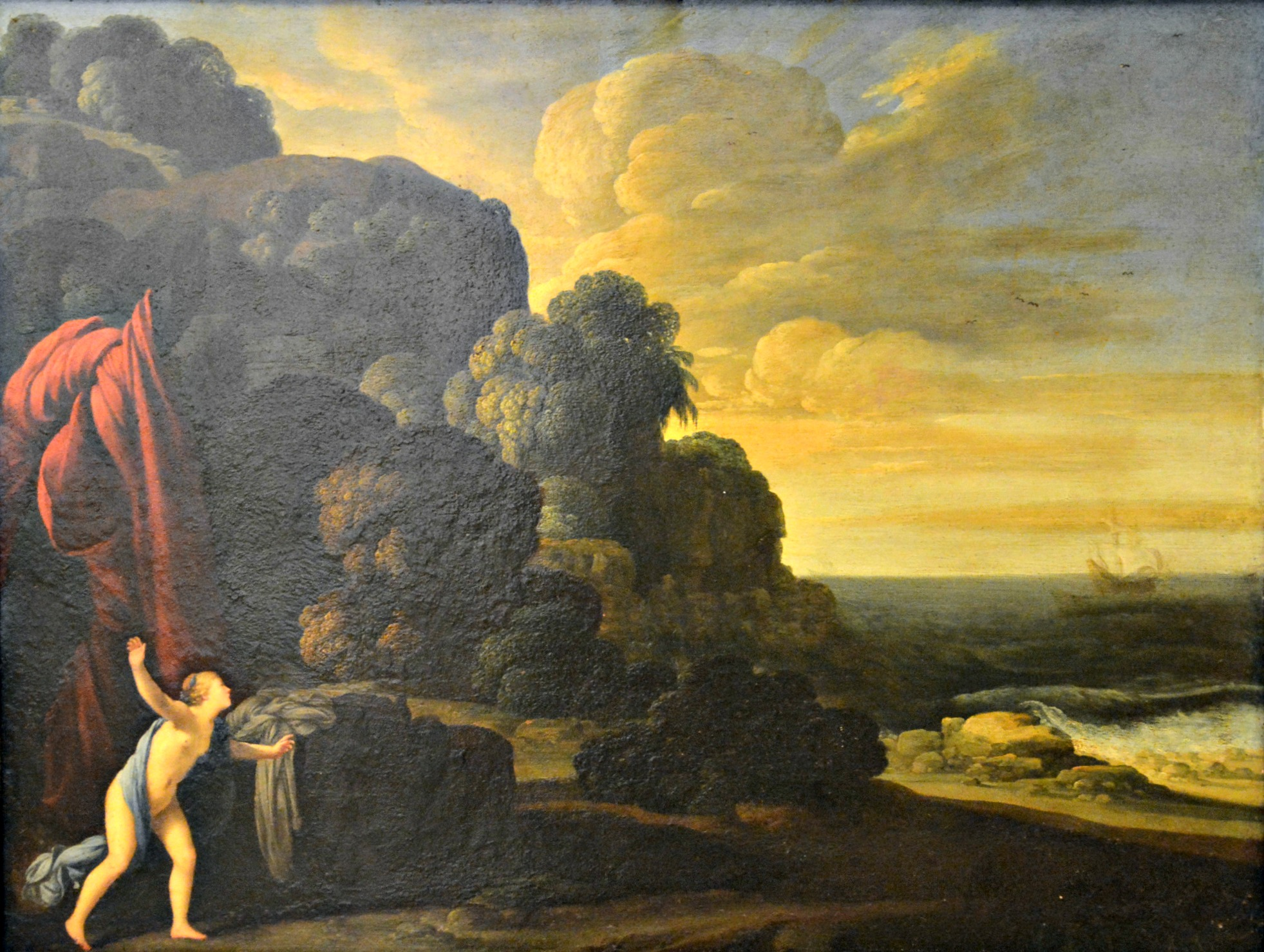
Карло Сарачені. «Пейзаж з покинутою Аріадною»
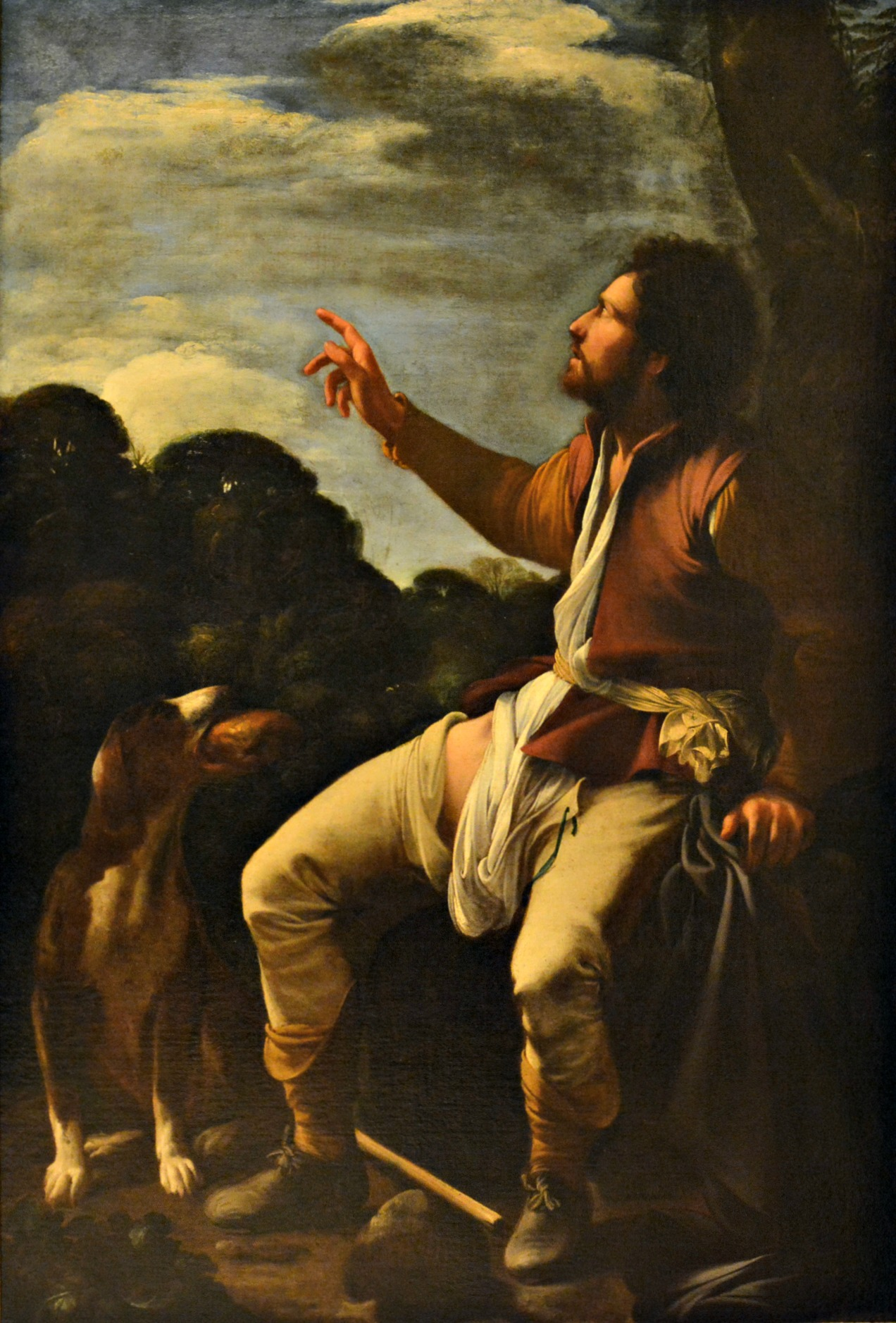
Карло Сарачені. «Св. Рох», захисник від чуми
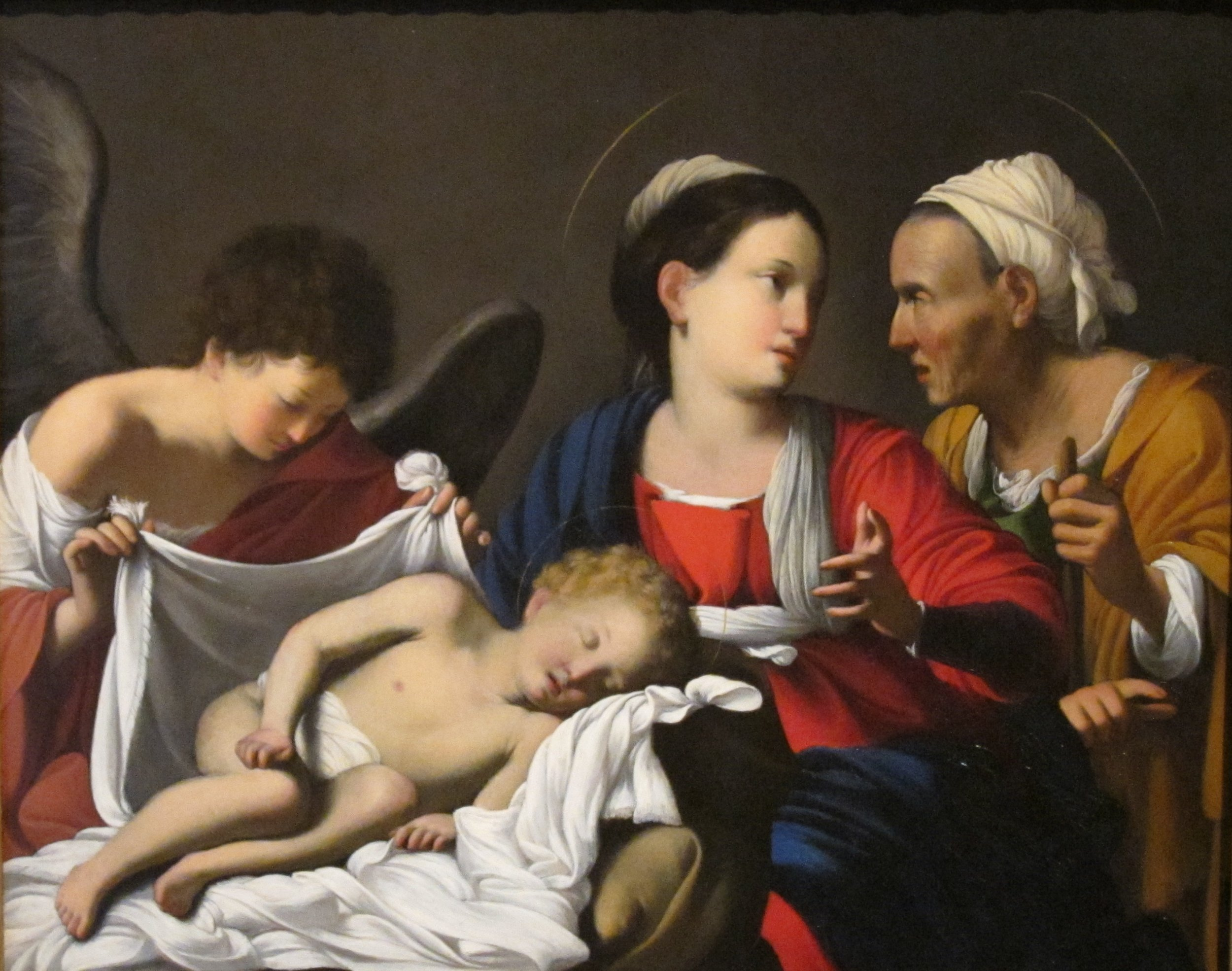
Карло Сарачені. «Мадонна з немовлям і св. Анною», Художній музей Гонолулу